# Těrsa
Těrsa (rusky Терса) je řeka v Saratovské a ve Volgogradské oblasti v Rusku. Je 249 km dlouhá. Povodí má rozlohu 8810 km².

## Průběh toku
Řeka pramení v Povolžské vrchovině. Ústí zprava do Medvedice (povodí Donu).

## Vodní režim
Zdroj vody je převážně sněhový. Nejvyšších vodních stavů dosahuje obvykle v dubnu. Průměrný roční průtok vody ve vzdálenosti 120 km od ústí činí 5,6 m³/s. V suchých letech vysychá až na 6 měsíců. Zamrzá v listopadu až v prosinci a rozmrzá na konci března až v první polovině dubna.